# Alteromonas
Alteromonas és un gènere d'eubacteris pertanyent al fílum dels proteobacteris. Els representants del gènere Alteromonas es troben comunament en l'aigua de mar, tant en mar obert com en les aigües costaneres. Són bacteris gramnegatius, amb morfologia en forma de bacil corbat i motilitat mitjançant un únic flagel, que es troba en posició polar.

## Autoritat
El gènere va ser descrit per Baumann et al. el 1972, però va ser esmenat per Novick i Tyler el 1985 per incloure-hi Alteromonas luteoviolacea (ara Pseudoalteromonas luteoviolacea), Gauthier et al. 1995, que va dividir el gènere en dos (Pseudoalteromonas) i Van Trappen et al. el 2004 per incloure-hi Alteromonas stellipolaris.

## Taxonomia
El gènere comprèn vuit espècies (però vint-i-un basiònims):
- Alteromonas addita (Ivanova et al . 2005, afegit, unit al gènere)
- A. genovensis (Vandecandelaere et al . 2008, genovensis, pertanyent a Gènova, Itàlia, d'on es van originar els biofilms electroactius d'aigua de mar)
- A. hispanica (Martínez-Checa et al . 2005, hispanica, espanyol)
- A. litorea '(Yoon et al . 2004, litorea', de la costa)
- A. macleodii (Baumann et al. 1972 [espècie tipus del gènere, que porta el nom de R.A. MacLeod, microbiòleg canadenc que va ser pioner en estudis sobre les bases bioquímiques del requisit de Na + des bacteris marins)[6]
- A. marina (Yoon et al. 2003, marina, del mar)
- A. simiduii (Chiu et al., 2007, que porta el nom d'Usio Simidu, microbiòleg japonès, pel seu treball en microbiologia marina)[7]
- A. stellipolaris (Van Trappen et al. 2004, stella, star; polaris, polar, que fa referència al Polarstern [AWI, Bremerhaven], el nom del vaixell que es va utilitzar per recollir la mostra de la qual es van aïllar els organismes)[8]
- A. tagae (Chiu et al., 2007, que porta el nom de Nobuo Taga, japonès pioner en microbiologia marina)[7]

## Antigues alteromonadals
Moltes alteromonadals van ser reclassificades com a membres de Pseudoalteromonas el 1995
- Pseudoalteromonas atlantica (Akagawa-Matsushita et al. 1992, atlantica, pertanyent a l'oceà Atlàntic)[9]
- P. aurantia (Gauthier i Breittmayer 1979, aurantia, de color taronja)[10]
- P. carrageenovora (Akagawa-Matsushita et al. 1992, carrageenum, que fa referència a la carragenina; vorare, devorar - descomponedor de la carragenina)[10]
- P. citrea (Gauthier 1977, citrea, o pertanyent al cítric, pel color groc llimona)[10]
- P. denitrificans (Enger et al. 1987, denitrificans, desnitrificant)[11]
- P. distincta (Romanenko et al. 1995, distincta ', separat, diferent)[12]
- P. elyakovii (Ivanova et al., 1997, batejat amb el nom de GB Elyakov pel seu treball en biotecnologia microbiana) [13]
- P. espejiana (Chan et al., 1978, que porta el nom d'Espejo, un microbiòleg xilè que va aïllar un dels primers bacteriòfags que contenen lípids)[10]
- P. fuliginea (Romanenko et al. 1995, fuliginea, com sutge)[10]
- P. haloplanktis ([ZoBell i Upham 1944] Reichelt i Baumann 1973, hals halos, mar; planktos - ê - on, errant, itinerant)[10]
- P. luteoviolacea ([ex Gauthier 1976] Gauthier 1982, luteus, groc; violaceus - de color violeta; luteoviolacea, groc-violeta)[14]
- P. nigrifaciens ([ex White 1940] Baumann et al . 1984, Níger, negre; facio, fer, donar; nigrifaciens, fent negre)[15]
- P. rubra (Gauthier 1976, rubra, vermell)[10]
- P. tetraodonis (Simidu et al., 1990, tetraodonis, de Tetraodon, un gènere de peixos plectognàtics [Tetraodontidae])[16]
- P. undina (Chan et al. 1978, undina, ondina, nimfa de les aigües)[10]